# Stary Żabin
Stary Żabin (niem. Königlich Szabienen, 1931–1938 Alt Schabienen, 1938–1945 Altlautersee) – kolonia w Polsce położona w województwie warmińsko-mazurskim, w powiecie gołdapskim, w gminie Banie Mazurskie, w sołectwie Żabin.
W latach 1975–1998 miejscowość administracyjnie należała do województwa suwalskiego.